# Givenchy-en-Gohelle Canadian Cemetery
Givenchy-en-Gohelle Canadian Cemetery is een Britse militaire begraafplaats met gesneuvelden uit de Eerste Wereldoorlog gelegen in de Franse plaats Souchez (Pas-de-Calais). De begraafplaats werd ontworpen door William Cowlishaw en ligt ongeveer 1.400 m ten zuidwesten van het centrum van Souchez. Ze is bereikbaar vanaf de Chemin des Canadiens via een landweg van 625 m. Het terrein heeft een rechthoekige vorm met een oppervlakte van 308 m² en is omgeven door een lage natuurstenen muur. Het Cross of Sacrifice staat in de linkerhoek naast de toegang. De begraafplaats wordt onderhouden door de Commonwealth War Graves Commission.
Er worden 154 doden herdacht waarvan 28 niet meer geïdentificeerd konden worden.

## Geschiedenis
Givenchy-en-Gohelle werd op 13 april 1917 door de 2nd Canadian Division veroverd en bleef tot het einde van de oorlog in Britse handen. De begraafplaats werd door het Canadian Corps gestart (toen nog onder de naam C.D.20) in maart 1917 en gebruikt tot mei 1917. In maart 1918 werden nog 2 graven bijgezet. 
Er liggen 10 Britten en 144 Canadezen begraven. Voor 15 Canadezen werden Special Memorials opgericht omdat hun graven niet meer gelokaliseerd konden worden en men neemt aan dat ze zich onder de naamloze graven bevinden.

## Graven

### Onderscheiden militairen
- John Douglas Drayson, kapitein bij de Royal Field Artillery werd onderscheiden met het Military Cross (MC).
- Charles Ball, korporaal bij de Canadian Infantry ontving de Military Medal (MM).

### Minderjarige militairen
- Edward J. Nelson was 16 jaar toen hij op 12 april 1917 sneuvelde.
- J. Furlotte was 17 jaar toen hij op 9 april 1917 sneuvelde.

Zij dienden allebei bij de Canadian Infantry.

### Alias
- soldaat Robert McArthur diende onder het alias Robert G. Gordon bij de Canadian Infantry.